# Верле, Франсуа Жан
Франсуа Жан Верле (фр. François Jean Werlé; 1763—1811) — французский военный деятель, бригадный генерал (1803 год), барон (1808 год), участник революционных и наполеоновских войн. Имя генерала выбито на Триумфальной арке в Париже.

## Биография
Родился в семье Франсуа Верле (фр. François Melchior Werlé; 1721—1791) и его супруги Мари Рот (фр. Marie Françoise Roth; 1730—1796).
Начал военную карьеру 20 декабря 1781 года в простым солдатом в пехотном полку Босе. 20 декабря 1789 года получил отпуск. 15 апреля 1790 года вступил в Национальную гвардию коммуны Сульс, и 27 сентября 1791 года был избран сослуживцами лейтенантом 1-го батальона волонтёров департамента Верхнего Рейна. 1 марта 1792 года получил патент капитана. Принимал участие в кампаниях 1792-93 годов в рядах Рейнской армии, 12 октября 1793 года был ранен пулей в правое плечо. 3 мая 1794 года определён в 177-ю полубригаду линейной пехоты. Сражался в составе Мозельской армии, 26 июня 1794 года отличился в сражении при Флёрюсе. Затем служил в Самбро-Маасской армии, сражался при Урте и Рёре . 7 февраля 1797 года был произведён в командиры батальона. С 14 февраля 1797 года выполнял функции адъютанта генерала Лефевра. В 1799 году сражался в рядах Дунайской армии. 25 марта 1799 года отличился в сражении при Оштрахе, и прямо на поле боя был произведён в полковники. В составе дивизии генерала Сульта  участвовал в сражении 3-4 июня 1799 года при Цюрихе. 13 апреля 1800 года определён в Итальянскую армию, с которой участвовал в обороне Генуи, затем действовал против пьемонтских повстанцев в регионе Валле-д'Аоста и 15 января 1801 года вынудил их сложить оружие в Сан-Мартино. 15 мая 1801 года переведён в Южную армию и при реорганизации штабов зачислен 21 мая 1802 года в резерв.
Женился 18 июля 1802 года в Кирххаймболандене на Жанне Дескот (фр. Jeanne Louise Françoise Descotes; 1772—1805). У пары родились дочь Фредерика (фр. Frédérique Caroline Louise Werlé; 1803—1863) и сын Жан (фр. Jean Charles François WEerlé; 1805—1837).
23 сентября 1802 года возвратился к активной службе и 26 октября 1802 года был назначен во 2-й военный округ. 3 мая 1803 года определён в состав Армии Ганновера. 29 августа 1803 года получил звание бригадного генерала, и возглавил бригаду в пехотной дивизии Друэ д’Эрлона. Действуя в составе 1-го корпуса маршала Жана-Батиста Бернадота, участвовал в Австрийской кампании 1805 года. Сражался 31 октября при Гёллинге, затем 2 декабря в битве под Аустерлицем. В следующей кампании сыграл важную роль в битве при Шлайце 9 октября 1806 года, расчистив лес от прусских аванпостов. Участвовал в преследовании прусской армии после того, как армия императора Наполеона победила её в битве при Йене и Ауэрштедте. 17 октября Верле участвовал в разгроме корпуса герцога Евгения Вюртембергского в бою при Галле. Позже он участвовал в разгроме и захвате колонны Блюхера в битве при Любеке 6 ноября.
9 октября 1808 года Верле был переведён в состав 2-й пехотной дивизии генерала Леваля 4-го армейского корпуса маршала Лефевра Армии Испании. Сражался: 31 октября 1808 года при Дюранго , 27-28 июля 1809 года при Талавере, 11 августа 1809 года при Альмонасиде.
В ноябре 1809 года Верле возглавил польскую дивизию 4-го корпуса в битве при Оканье, в которой французы одержали убедительную победу. С апреля по июль 1810 года участвовал в осаде Сьюдад-Родриго. В сентябре 1810 года отличился при захвате замков Мотриль и Альмунехар в Альпухаррасе. 19 февраля 1811 года сражался при Геворе.
Его бригада численностью 5600 человек (фактически размером с дивизию) служила французским резервом в битве при Ла-Альбуера. Когда маршал Сульт отправил резерв в бой, после ожесточенной перестрелки с британским подразделением Лоури Коула солдаты Верле были разгромлены, а сам он погиб, и был похоронен в братской могиле на поле битвы.
В своих «Воспоминаниях» генерал Луи де Буйе писал о нём: «Выходец из рядов солдат, человек очень честный и очень храбрый, но привыкший к пассивному повиновению и к механическому выполнению приказов, которые он получил».

## Воинские звания
- Лейтенант (27 сентября 1791 года);
- Капитан (1 марта 1792 года);
- Командир батальона (7 февраля 1797 года);
- Полковник (25 марта 1799 года);
- Бригадный генерал (29 августа 1803 года).

## Титулы
- Барон Верле и Империи (фр. baron Werlé et de l'Empire; декрет от 19 марта 1808 года, патент подтверждён 27 ноября 1808 года)[2].

## Награды
Легионер ордена Почётного легиона (11 декабря 1803 года)
 Командор ордена Почётного легиона (14 июня 1804 года)